# Rezerwat przyrody Wielki Las (województwo podkarpackie)
Wielki Las – rezerwat przyrody położony na terenie miejscowości Pstrągowa, w gminie Czudec, w powiecie strzyżowskim, w województwie podkarpackim. Leży w granicach Strzyżowsko-Sędziszowskiego Obszaru Chronionego Krajobrazu, na gruntach leśnych będących w zarządzie Nadleśnictwa Strzyżów (leśnictwo Wola Zgłobieńska).
- numer według rejestru wojewódzkiego: 61
- powierzchnia: 87,89 ha[1] (akt powołujący podawał 70,75 ha)
- dokument powołujący: M.P. z 1997 r. nr 56, poz. 547
- rodzaj rezerwatu: leśny[2]
- przedmiot ochrony (według aktu powołującego): kompleks leśny z licznym udziałem starodrzewu bukowego[1][2]

Wokół rezerwatu utworzono otulinę o powierzchni 57,84 ha.